# Prince Kajuku/The Coming of Prince Kajuku
Prince Kajuku/The Coming of Prince Kajuku è un singolo del gruppo musicale inglese UFO, pubblicato nel 1971.

## Tracce
Testi e musiche di Andy Parker, Mick Bolton, Pete Way e Phil Mogg.
Lato A
1. Prince Kajuku – 3:55

Lato B
1. The Coming of Prince Kajuku – 3:35